# إي تي إل سيمكو
ETL SEMKO (كان Electrical Testing Laboratory -مختبر الفحص الكهربائي- مسبقًا) هو قسم في شركة مجموعة إنترتك (LSE: ITRK) متخصص في اختبار سلامة المنتجات الكهربائية، اختبار التوافق الكهرومغناطيسي، واختبار معيار الأداء. هذا القسم يدير أكثر من 30 مكتبا ومختبرًا في ست قارات. كان SEMKO (مكتب التحكم في التجهيزات الكهربائية السويدي) حتى عام 1990، يُعد الهيئة المسؤولة عن اختبار واعتماد الأجهزة الكهربائية في السويد. كانت علامة "S" إجبارية على المنتجات التي تم بيعها في السويد حتى تم اعتماد علامة CE الأوروبية المشتركة قبل انضمام السويد إلى الاتحاد الأوروبي.